# Jonkvrouw Annapolder
De Jonkvrouw Annapolder was een polder en een waterschap in de gemeenten Kats en Kortgene op Noord-Beveland, in de Nederlandse provincie Zeeland.
Het octrooi ter bedijking werd in 1726 verleend en de polder was in 1727 een feit. De polder werd genoemd naar Jonkvrouw Anna Agatha de Beaufort, dochter van Mr. Hendrik, heer van Duivendijke, één der ambachtsheren van Kats. Al snel werd de naam Annapolder, maar in 1927 werd de oorspronkelijke naam hersteld.
Sedert de oprichting van het afwateringswaterschap Stadspolder c.a. in Noord-Beveland in 1872 was de polder hierbij aangesloten. In 1871 was de polder calamiteus verklaard en werd de waterkering overgedragen aan het waterschap Waterkering Jonkvrouw Annapolder.
Op 1 februari 1953 overstroomde de polder. De polder viel op 1 mei weer droog. Ook in 1894 was de polder al eens overstroomd.